# Harsum
Harsum ist eine Gemeinde nördlich der Stadt Hildesheim im niedersächsischen Landkreis Hildesheim.

## Geografie

### Lage
Harsum liegt am Stichkanal Hildesheim und an der Bundesautobahn A 7 in der Hildesheimer Börde.
Die Gemeinde hat größtenteils Anteil am fruchtbaren Schwarzerde-Ackerboden der Hildesheimer Börde und ist landwirtschaftlich geprägt. Kleinere Waldflächen wie Borsumer und Aseler Wald sowie Subeeksholz und Hollenmeerholz prägen ebenso das Landschaftsbild. Durch den Hauptort Harsum fließt der Unsinnbach. Im Norden fließt der Bruchgraben von Osten nach Westen. Wo er die Gemeinde verlässt, liegt das Gelände etwa 65 m ü. NHN. Im zentralen Bereich des Gemeindegebietes zwischen den Ortsteilen Borsum und Hüddesum erhebt sich das Gelände bis annähernd 107 m ü. NHN.

### Gemeindegliederung
Die Gemeinde Harsum gliedert sich in folgende Ortschaften:
1. Adlum
2. Asel
3. Borsum
4. Harsum (Hauptort)
5. Hönnersum
6. Hüddessum
7. Klein Förste
8. Machtsum
9. Rautenberg

### Nachbargemeinden
| Sarstedt | Algermissen                                 | Hohenhameln (Landkreis Peine) |
| Giesen   | Kompassrose, die auf Nachbargemeinden zeigt |                               |
|          | Hildesheim                                  | Schellerten                   |

## Geschichte

### Vorgeschichte
Bereits in der Jungsteinzeit war die Gegend um Harsum besiedelt, was durch Funde seit den 1980er Jahren nachgewiesen ist. Die entdeckten Artefakte belegten eine Besiedlung durch Ackerbauern der bandkeramischen Kultur. Sie wurden 2017 bei Ausgrabungsarbeiten in einem Neubaugebiet am nördlichen Rand des Ortes Harsum gefunden. Es kamen fünf linienbandkeramische Hausgrundrisse auf einer 78,5 m hohen Kuppe mit Schwarzerde zutage kamen. Die bis zu 30 × 9 m messenden Langhäuser bildeten eine weilerartige Ansiedlung. Sie wurde in die Zeit um 5700 v. Chr. datiert, so dass Harsum eine der ältesten bäuerlichen Siedlungen Norddeutschlands aufweist. 2017 wurde in dem Bereich eine weitere Siedlungsstelle aus der Eisenzeit 700 v. Chr. entdeckt, bei der sich Keramikscherben, ein Brunnen und Tierknochen fanden.

### Mittelalter
In den ältesten noch vorhandenen Urkunden wurde der mittelalterliche Ort 1224 als „Hardessem“ bezeichnet. Der Ortsname geht wohl auf das Ausgangswort *Hardeshem in der Bedeutung von ‚Siedlung eines Mannes namens Hard-‘ zurück. Im Fürstentum Hildesheim war Harsum eines der größten Dörfer. Während der Schlacht von Dinklar am 3. September 1367 kämpften die Harsumer auf der Seite ihres Landesherrn, dem Hildesheimer Fürstbischof Gerhard von Berg, gegen die Braunschweiger und ihre Verbündeten. Aufgrund des für die Hildesheimer Seite siegreichen Ausgangs bekamen – der Sage nach – die Harsumer Reiheleute (Bauern auf eigenem Land) das Privileg, den Pfarrer des Ortes selbst wählen zu dürfen. Dieses Privileg fiel erst mit dem Zweiten Vatikanischen Konzil weg. Seit den 1970er Jahren ernennt der Bischof von Hildesheim den Pfarrer.

### Eingemeindungen
Am 1. März 1974 wurden zur Gebietsreform in Niedersachsen die ehemals selbständigen Gemeinden Adlum, Asel, Borsum, Hönnersum, Hüddessum, Klein Förste, Machtsum und Rautenberg in die Gemeinde Harsum eingegliedert.

### Einwohnerentwicklung
| Jahr | Einwohner | Quelle |
| ---- | --------- | ------ |
| 1885 | 1.582     | [ 10 ] |
| 1910 | 2.023     | [ 11 ] |
| 1925 | 2.206     | [ 10 ] |
| 1933 | 2.270     | [ 10 ] |
| 1939 | 2.668     | [ 10 ] |
| 1950 | 4.051     | [ 12 ] |
| 1956 | 3.783     | [ 12 ] |
| 1961 | 3.867     | [ 13 ] |
| 1970 | 3.852     | [ 13 ] |
| 1973 | 3.863     | [ 14 ] |

| Jahr | Einwohner | Quelle |
| ---- | --------- | ------ |
| 1975 | 10.582 ¹  | [ 15 ] |
| 1980 | 10.597 ¹  | [ 15 ] |
| 1985 | 10.373 ¹  | [ 15 ] |
| 1990 | 10.391 ¹  | [ 15 ] |
| 1995 | 11.117 ¹  | [ 15 ] |
| 2000 | 11.909 ¹  | [ 15 ] |
| 2005 | 12.227 ¹  | [ 15 ] |
| 2010 | 11.751 ¹  | [ 15 ] |
| 2015 | 11.445 ¹  | [ 15 ] |
| 2020 | 11.429 ¹  | [ 15 ] |

¹ jeweils zum 31. Dezember
|  |

## Politik

### Gemeinderat
Der Rat der Gemeinde Harsum besteht aus 28 Ratsfrauen und Ratsherren. Dies ist die festgelegte Anzahl für eine Gemeinde mit einer Einwohnerzahl zwischen 11.001 und 12.000 Einwohnern. Die Ratsmitglieder werden durch eine Kommunalwahl für jeweils fünf Jahre gewählt. Stimm- und sitzberechtigt im Rat der Gemeinde ist außerdem der hauptamtliche Bürgermeister.
Bei der Kommunalwahl 2021 ergab sich folgende Sitzverteilung:
| Gemeinderat 2021Insgesamt 28 Sitze - SPD: 9 - Grüne: 2 - Bündnis!: 5 - CDU: 12 |

### Bürgermeister
Der hauptamtliche Bürgermeister ist seit 2016 Marcel Litfin (parteilos). Bei der letzten Bürgermeisterwahl 2021 wurde er ohne Gegenkandidaten mit 87,02 Prozent der Stimmen im Amt bestätigt. Liftin löste 2016 den bisherigen Amtsinhaber Gundolf Kemnah (CDU) ab, der nicht erneut angetreten war.

### Ortsrat
Der Ortsrat, der die etwa 4600 Einwohner des gleichnamigen Ortsteils Harsum vertritt, setzt sich aus neun Mitgliedern zusammen. Die Ratsmitglieder werden durch eine Kommunalwahl für jeweils fünf Jahre gewählt.
Bei der Kommunalwahl 2021 gewann die Wählergruppe „Gemeinsam für Harsum“ alle neun Sitze.

### Ortsbürgermeister
Der Ortsbürgermeister von Harsum ist seit Januar 2024 Michael Wedig. Seine Stellvertreter sind Monika Neumann und Heinrich-Hubertus Machtens.

### Wappen

#### Gemeindewappen
| Wappen von Harsum | Blasonierung: „In Rot ein silberner Ring, belegt mit einer goldenen Ähre.“ |
| Wappen von Harsum | Wappenbegründung: Auf der Website der Gemeinde Harsum wird hierzu erwähnt: „Das Gemeindewappen, welches einen Ring als Symbol der Einheit und eine Getreideähre mit 9 einzelnen Körnern als Zeichen für die überwiegend landschaftlich strukturierten Ortschaften zeigt, ist Symbol dieses Zusammenschlusses.“ |

#### Ortswappen
| Wappen von Harsum | Blasonierung: „In Silber drei rote Querbalken.“ |
| Wappen von Harsum | Wappenbegründung: Auf der Website der Gemeinde Harsum wird hierzu erwähnt: „Ein silberner Schild, darauf drei rote Querbalken. Es ist das Wappen der Familie vom Hasenkamp, die ausgestorben ist. Der Hildesheimer Domherr Karl Gottfried von Hasenkamp erbaute in der Nähe der Kirche für sich ein Haus, ließ es samt dem Garten und Vorhof mit einer hohen Mauser umziehen und brachte auch sein Wappen daran an. Kurz vor seinem Tode 1750 errichtete er das Primissariat zu Harsum und stiftete Haus und Garten dazu. Weil das Wappen noch in Harsum vorhanden ist und zugleich den Namen eines großen Wohltäters der Gemeinde ehrt, hat man dieses Wappen gewählt, das gerade in seiner Einfachheit anspricht. Es mag auch wohl an eine andere Tatsache erinnern. Harsum gehörte seit 1445 dem Domkapitel; dieses übte sogar die peinliche Gerichtsbarkeit im Dorfe aus, und zwar durch einen Domherrn, der „Regent von Harsum“ hieß.“ |

### Partnerschaften zu anderen Gemeinden
- Die Ortschaft Asel unterhält eine Partnerschaft zu Göriach.
- Die Ortschaft Rautenberg hat eine Partnerschaft zu Wiesing.

Harsum ist zusammen mit Algermissen, Hohenhameln und Sehnde Mitglied der ILEK-Börderegion.

## Kultur und Sehenswürdigkeiten

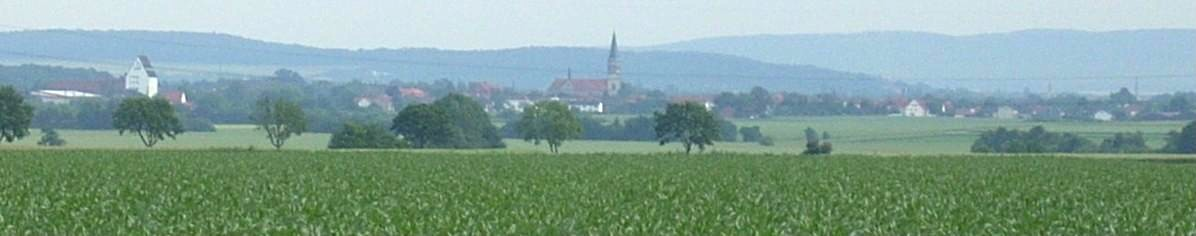
Harsum von Norden, im Hintergrund das Vorholz und der Hildesheimer Wald

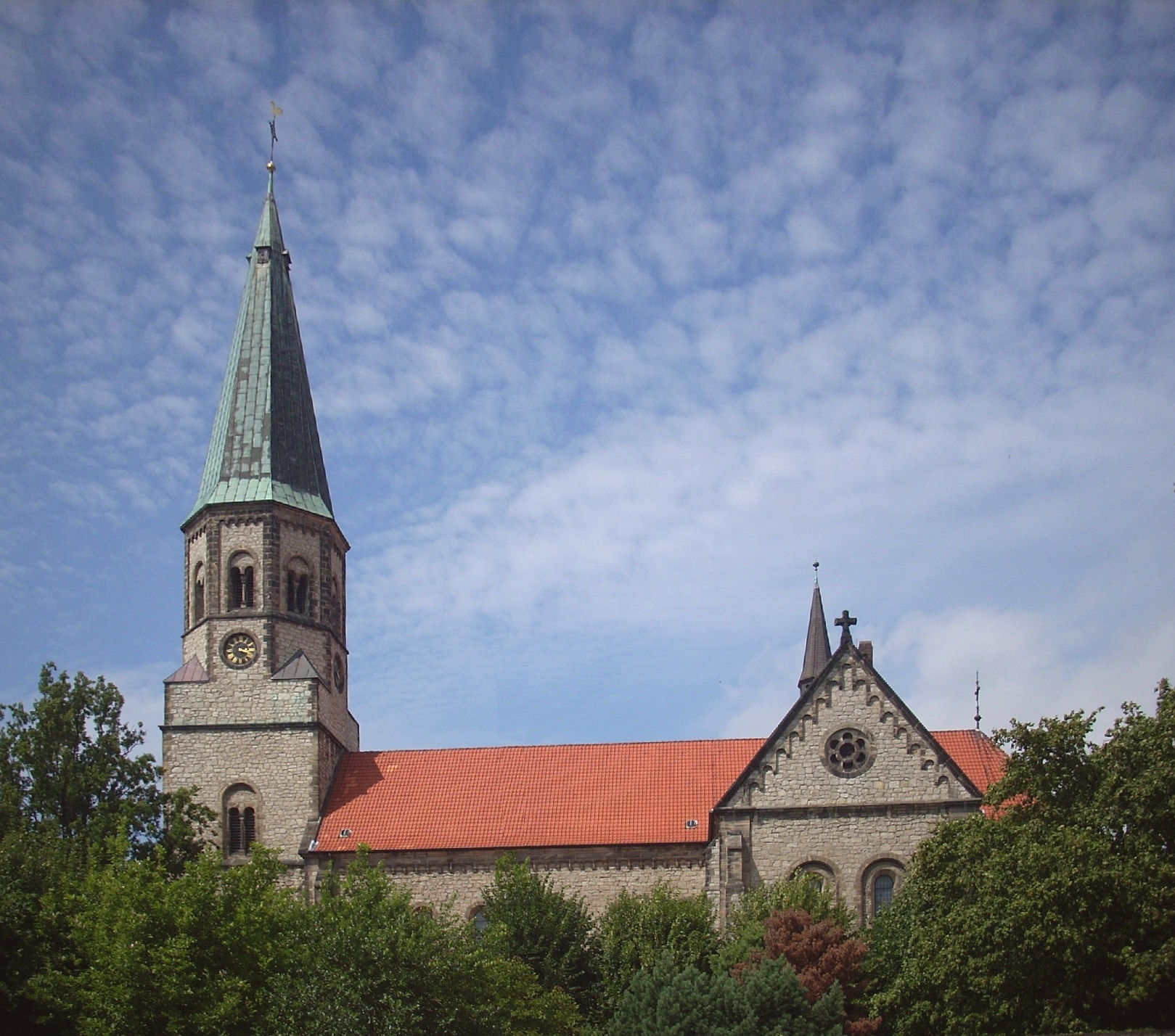
St. Cäcilia

- Die katholische Pfarrkirche St. Cäcilia am Kirchplatz, auch Harsumer Dom genannt, ist eine eindrucksvolle neuromanische Basilika, geweiht 1886
- Die evangelisch-lutherische St.-Andreas-Kirche an der Osterfeldstraße wurde 1911 errichtet
- Gemeindeheimatmuseum in Borsum
- Bockwindmühle in Machtsum, Paltrockmühle in Asel
- Schwarzerdeprofil Asel
- 1000-jährige Grafeneiche in Asel

## Wirtschaft und Infrastruktur

### Unternehmen
Wichtigster Arbeitgeber ist die Transnorm System (Förderanlagenbau), die hier die Zentrale ihrer Unternehmensgruppe sowie ihren größten Entwicklungs- und Produktionsstandort hält. Ein weiterer großer Arbeitgeber ist die Jensen GmbH (ehemals Jensen-Senking GmbH), die ihre Produktion (Wäscherei-Technik) im Jahre 2002 von Hildesheim nach Harsum verlagerte. Weiter unterhält der Pharmagroßhandel Alliance Healthcare Deutschland (ehemals Andreae-Noris Zahn AG) hier ein Logistikzentrum und TomTom (digitale Kartografie) eine deutsche Niederlassung (ehemals Tele Atlas). Der Spezialchemikalien-Hersteller Stockmeier hat ein Werk in Harsum. Die LUCHS Medizin OHG (Sauerstoff- und Beatmungstechnologien) sowie die LUCHS Medizin Verwaltungs GmbH haben hier ihren Sitz. Größtes Unternehmen in Harsum war lange Zeit die nicht mehr existierende Zuckerfabrik der Nordzucker AG. Die Laschinger Seafood unterhält am Ort einen Produktionsstandort für die Verarbeitung von Frischfisch. Ebenso reihen sich die Schlote-Gruppe als Automobil-Teile-Hersteller mit Hauptsitz in Harsum und die Agravis/NewTec Landmaschinentechnik als große Arbeitgeber mit ein. Zu dem kommen noch die Enno Roggemann Holzgroßhandel GmbH & Co.Kg sowie diverse mittlere und kleine Unternehmen aus verschiedensten Branchen.

### Nahversorgung und Infrastruktur
- Einkaufsmöglichkeiten und Tankstellen in Harsum
- Grundschulen in Harsum und Borsum
- Molitorisschule in Harsum (Oberschule mit Gymnasialzweig)
- Kindergärten/-krippen in Harsum, Borsum, Asel, Adlum, Rautenberg und Hönnersum
- Kläranlage und Bauhof der Gemeinde in Harsum
- Schwimmhalle in Harsum
- Dorfgemeinschaftseinrichtungen in allen Ortsteilen
- Feuerwehren in allen Ortsteilen
- DLRG Wasserrettung OG Harsum (Wasserrettung, Tauchen, Technik und Katastrophenschutz)
- Polizeistation in Harsum
- Deutsche Post-Filiale in Harsum
- Bankfilialen in Harsum
- Altenheime in Harsum
- Jugendpflege der Gemeinde in Harsum
- Gewerbegebiet „Nordfeld“ in Harsum
- Wochenmarkt donnerstags auf dem Harsumer Festplatz

Das Gemeindegebiet wird im Zuge des Glasfaserausbaus durch die Deutsche Glasfaser mit Breitbandanschlüssen versorgt, der Ausbau begann im Frühjahr 2019. Aktuell werden große Wohnbaugebiete an den Ortsrändern von Harsum und Borsum erschlossen.

### Verkehr
Harsum liegt an der Bahnstrecke Lehrte–Hildesheim. Seit 2008 bietet die Linie S 3 der S-Bahn Hannover stündliche Verbindungen über Lehrte nach Hannover Hauptbahnhof sowie nach Hildesheim Hauptbahnhof. Die Binnenerschließung und das Verbinden mit Nachbarorten übernehmen Buslinien des Regionalverkehrs Hildesheim.
| Linie | Verlauf | Takt                                         |
| ----- | --- | -------------------------------------------- |
| S 3   | Hildesheim – Harsum – Algermissen – Sehnde – Lehrte – Ahlten – Hannover-Anderten-Misburg – Hannover Karl-Wiechert-Allee – Hannover-Kleefeld – Hannover Hbf Stand: Fahrplanwechsel Dezember 2021 | 60 min (zur HVZ zus. Züge Hildesheim–Lehrte) |

Die Anschlussstelle 61 „Hildesheim Drispenstedt“ zwischen den Ortschaften Asel und Drispenstedt der A 7 liegt in der Nähe von Harsum. Außerdem führen die Bundesstraße 494 und der Stichkanal Hildesheim durch das Gemeindegebiet. Der Flugplatz Hildesheim liegt wenige Kilometer von Harsum entfernt.

## Persönlichkeiten

### Söhne und Töchter der Gemeinde
- Carl Flohr (1850–1927), Maschinenbau-Ingenieur und Unternehmer, er gründete die Maschinenfabrik Carl Flohr, die in der ersten Hälfte des 20. Jahrhunderts zu den führenden Aufzugsherstellern in Deutschland gehörte
- Johannes Nordhoff (1870–1950), Vorsitzender des Arbeitgeberverbands Deutscher Versicherungs-Unternehmungen
- Konrad Algermissen (1889–1964), katholischer Dogmatiker, Moraltheologe, Dozent für Diözesangeschichte, Soziologe, Publizist und Ökumeniker
- Agnes Asche (1891–1966), Sozialistin und Widerstandskämpferin gegen den Nationalsozialismus
- Franziska Henze (* 1931), ehemalige Tischtennis-Nationalspielerin
- Martha Behrens (* 1932), ehemalige Tischtennis-Nationalspielerin, sie spielte beim TTC Blau-Weiß Harsum
- Konrad Dettmer (* vor 1940), ehemaliger Tischtennis-Nationalspieler, er spielte beim TTC Blau-Weiß Harsum
- Peter Gendolla (* 1950), Literatur- und Medienwissenschaftler
- Teja Tscharntke (* 1952), Agrarbiologe und Hochschullehrer

### Personen, die mit der Gemeinde in Verbindung stehen
- August Schaper (1840–1920), Orgelbauer, der vorwiegend im Bistum Hildesheim wirkte, er baute 1886 die Orgel der örtlichen St.-Cäcilia-Kirche
- Valentin Volk (1846 o. 1849 o. 1850–1909), Kunst- und Kirchenmaler aus Mainz, der im neoromanischen Stil malte, die Ausmalung der örtlichen St.-Cäcilia-Kirche wurde von 1896 bis 1898 von ihm ausgeführt
- Christoph Hehl (1847–1911), Architekt und Hochschullehrer, er baute von 1884 bis 1886 die örtliche katholische Pfarrkirche St. Cäcilia
- Johann Blankemeyer (1898–1982), Politiker (NSDAP), starb im Ortsteil Machtsum
- Alfred Delp (1907–1945), Jesuit und Mitglied des Kreisauer Kreises im Widerstand gegen den Nationalsozialismus, die Alfred Delp Straße in Harsum wurde nach ihm benannt
- Joop Bergsma (1928–2011), niederländischer römisch-katholischer Geistlicher und Theologe, er lebte und wirkte seit 1951 im Bistum Hildesheim, starb in Harsum
- Hermann Schnipkoweit (1928–2018), Politiker (CDU), Mitglied des Landtages von Niedersachsen und niedersächsischer Sozialminister, lebte und starb im Ortsteil Borsum
- Karsten Surmann (* 1959), ehemaliger Fußballspieler, er betreibt in Harsum eine Sportschule
- Diane Kruger (* 1976), Schauspielerin, in Harsum aufgewachsen
- André Schneider (* 1978), Schauspieler, in Harsum aufgewachsen[26]